# Blondrochen
Der Blondrochen (Raja brachyura) gehört zu der Gattung Raja, und der Familie der Echten Rochen (Rajida).

## Merkmale
Blondrochen haben eine breite, rautenförmige Körperscheibe mit eckigen Flügeln. Die Schnauze ist etwas verlängert und stumpfwinkelig. Bei erwachsenen Tieren ist die Haut auf der gesamten Oberseite rau und eine Längsreihe von kleinen Dornen ist auf der Oberseite des Schwanzstiels vorhanden. Jungtiere weisen eine vollständige Dornenreihe auf der Rückenmittellinie und auf dem Schwanzstiel auf, sowie eine weitere Reihe seitlich des Schwanzstiels, die unvollständig auch bei erwachsenen Weibchen vorhanden sein kann. Erwachsene Männchen haben kleine Klauendornen auf den Brustflossen und auf den Kopfseiten. Die Augen sind kleiner als die Spritzlöcher. Die fast gerade Mundöffnung und die fünf Kiemenspalten befinden sich auf der Bauchseite. Die 60–90 Zähne sind bei beiden Geschlechtern spitz. Zwei fast gleich große, dicht beieinander stehende Rückenflossen stehen am Ende des kurzen, schlanken Schwanzstiels. Die Schwanzflosse ist rückgebildet, es ist keine Afterflosse vorhanden. Die Rückenseite ist hellbraun mit zahlreichen, über die ganze Oberfläche verteilten, kleinen schwarzen Tupfen und wenigen, unregelmäßig verteilten, größeren hellen Flecken. Die Bauchseite ist weißlich oder gelblich weiß. Jungtiere haben eine schwarze Schnauzenspitze. Die Länge liegt bei maximal 1,15 m bei etwa 12 kg Gewicht.

## Verbreitung
Die Art kommt im Nordostatlantik, von den Shetland-Inseln bis Madeira und entlang der nordwestafrikanischen Küste vor, selten auch im Westlichen Mittelmeer. Sie hält sich gewöhnlich auf Sand- und Schlammgrund auf, meist in etwa 40–100 m Tiefe. Die Jungtiere bevorzugen flacheres Wasser, die erwachsenen Tiere ziehen sich dagegen in tiefere Zonen zurück und kommen nur während der Sommermonate in Küstennähe vor.

## Lebensweise
Blondrochen sind eierlegend (ovipar). Die großen, hornigen Eikapseln (11,5 bis 14,3 cm lang, 7,2–9 cm breit) besitzen an jeder Ecke einen langen Haftfortsatz. Sie werden, bis zu 30 Stück je Weibchen, im Frühling und Frühsommer abgelegt. An der algerischen Küste wurde beobachtet, dass dort die Eiablage im Winter erfolgt und die Jungen später oberhalb 15 m Tiefe leben. Die Entwicklungszeit der Keimlinge beträgt ca. sieben Monate.

## Nahrung
Kleine Bodentiere, überwiegend Kleinfische, Krebse und Weichtiere.